# Uperoleia mimula
Espèce
Statut de conservation UICN

 LC  : Préoccupation mineure
Uperoleia mimula est une espèce d'amphibiens de la famille des Myobatrachidae.

## Répartition
Cette espèce est endémique de l'Océanie. Elle se rencontre :
- dans le sud de la Papouasie-Nouvelle-Guinée ;
- dans le nord-est du Queensland en Australie, ainsi que dans les îles du Détroit de Torrès.

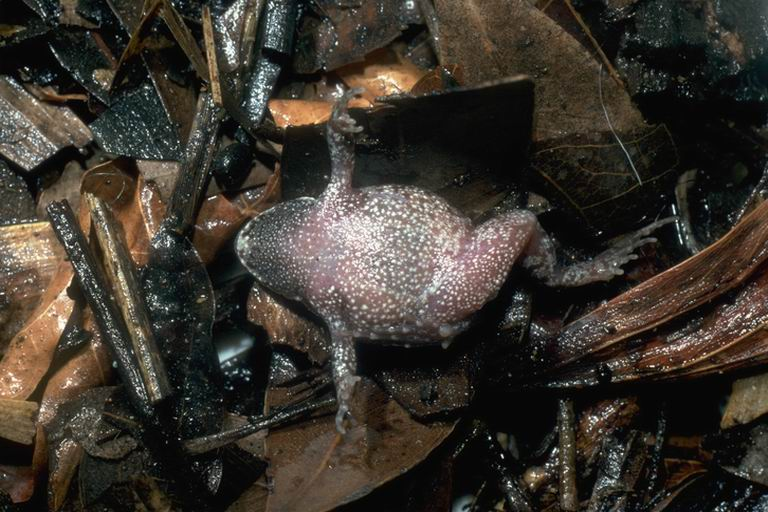
Uperoleia mimula, face ventrale.

## Publication originale
- Davies, McDonald & Corben, 1986 : The genus Uperoleia (Anura: Leptodactylidae) in Queensland, Australia. Proceedings of the Royal Society of Victoria, vol. 98, p. 147-188.